# Magia dla początkujących
Magia dla początkujących (ang. Magic for Beginners, 2005) – zbiór opowiadań autorstwa Kelly Link, wydany w Polsce w 2008 roku przez Wydawnictwo Dolnośląskie. Książkę przetłumaczył Konrad Walewski. 
Zbiór otrzymał nagrodę Locusa w 2006 r.

## Spis opowiadań
- Czarodziejska torebka (The Faery Handbag, Nebula, Hugo, Nagroda Locusa 2005)
- Hortlak (The Hortlak)
- Armata (The Cannon)
- Kamienne zwierzęta (Stone Animals)
- Kocia skóra (Catskin)
- Plany awaryjne na wypadek ataku zombie (Some Zombie Contingency Plans)
- Wielki rozwód (The Great Divorce)
- Magia dla początkujących (Magic For Beginners, Nebula 2005)
- Chwila ciszy (Lull)